# Nord Pas-de-Calais (schip, 1987)
De Nord Pas-de-Calais is een vrachtschip van het Franse My Ferry Link. 
Het schip werd oorspronkelijk in 1987 door de Franse spoorwegmaatschappij SNCF gebruikt om goederentreinen naar het Verenigd Koninkrijk te transporteren. Met de bouw van de Kanaaltunnel was dit schip echter niet langer noodzakelijk en verkocht men het aan SNAT (Societe Nouvelle d'Armement Transmanche), het moederbedrijf rond SeaFrance. In 2012 ging deze echter failliet. De Nord Pas-de-Calais werd uiteindelijk verkocht aan Eurotunnel, die de exploitatie van de Kanaaltunnel beheert. Het bedrijf verhuurt het schip door aan My Ferry Link.